# Mile End Mill

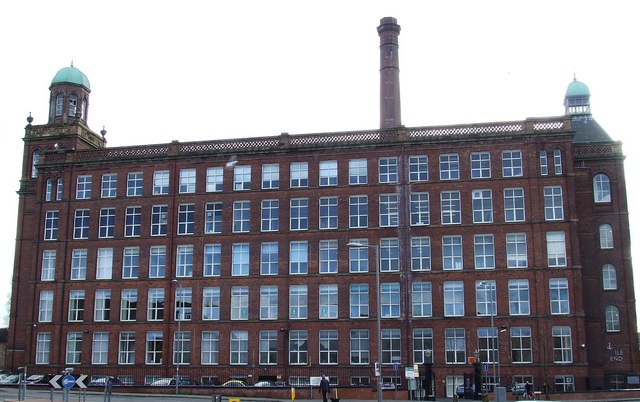
Seitenansicht

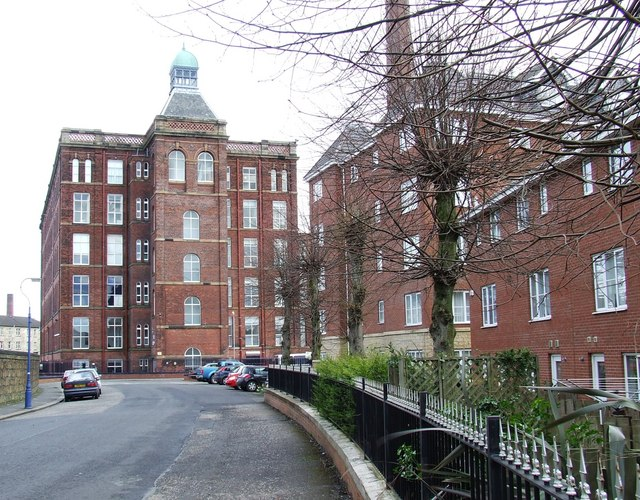
Ansicht aus westlicher Richtung

Die Mile End Mill ist eine ehemalige Spinnerei in der schottischen Stadt Paisley in der Council Area Renfrewshire. 1980 wurde das Bauwerk in die schottischen Denkmallisten in die höchste Kategorie A aufgenommen. Zusammen mit der ebenfalls denkmalgeschützten Domestic Finishing Mill gehörte sie zu dem Unternehmen Anchor Mills. Im Untergeschoss ist das Paisley Thread Mill Museum eingerichtet, dass sich mit der industriellen Spinnerei befasst.

## Beschreibung
Das fünfstöckige Gebäude liegt an der Seedhill Road westlich des Stadtzentrums von Paisley. Es wurde zwischen 1899 und 1900 nach einem Entwurf des Architekten William James Morley gebaut. Die Fenster sind auf 18 vertikalen Achsen angeordnet. Es handelt sich um Sprossenfenster, die sich aus jeweils sechs Einzelscheiben zusammensetzen. Eine Ausnahme bilden die beiden äußeren Fester im obersten Geschoss, die als Zwillingsfenster mit Rundbögen gearbeitet sind. Die einzelnen Stockwerke sind mit Zierbändern abgesetzt. Vier parallel verlaufende Walmdächer decken das Gebäude.
An beiden Stirnseiten überragen schmalere Türme die Spinnerei. Sie werden auf drei Seiten durch Rundbogenfenster erhellt. Der Westturm schließt mit einem schiefergedeckten Pyramidendach und einer aufsitzenden kupfergedeckten Kuppel mit quadratischem Grundriss ab. Der Ostturm schließt mit einer Kuppel mit oktogonalem Grundriss ab, die eine kupfergedeckte, facettierte Kappe bedeckt. Nach Einstellung des Spinnereibetriebs wurde das Gebäude umgebaut und beherbergt nun Büroflächen.